# Dengeki sentai Changeman
Dengeki sentai Changeman (電撃戦隊チェンジマン?, Dengeki sentai Chenjiman) (italiano: Squadra d'assalto Changeman), è una serie giapponese del genere super sentai, la nona serie di questo genere. Essa fu trasmessa dal network TV Asahi dal 2 febbraio 1985 al 22 febbraio 1986, con un totale di 55 episodi.

## Trama
Dopo aver conquistato centinaia di pianeti, la Grande Lega Stellare Gozma, condotto dal Re delle Stelle Bazoo, ha intenzione di conquistare la Terra. Ma un essere nominato Yui Ibuki si è opposto al piano di Bazoo e ha fondato la Forza per la Difesa della Terra, composta di soldati delle forze armate giapponesi.
Dopo un attacco delle forze di Gozma, sono rimasti solo cinque soldati della Forza e questi vengono investiti da una grande forza nominata Forza Terrestre. Questa forza ha dato a loro un grande potere che li trasforma nei cinque grandi guerrieri per la difesa della Terra: i Changemen della Squadra Luminosa. Ognuno di loro ha ricevuto il potere da un animale mitologico: il Drago, il Grifone, il Pegaso, la Sirena e la Fenice.

## Personaggi

### I Changemen
- Hiryuu Tsurugi (剣飛竜?, Tsurugi Hiryū)/Change Dragon (チェンジドラゴン?, Chenji Doragon) - È il capo della squadra. È un ex giocatore di baseball.
- Shou Hayate (疾風翔?, Hayate Shō)/Change Gryphon or Change Griffin (チェンジグリフォン?, Chenji Gurifon) - È un ragazzo molto vanitoso e non si dimentica mai di verstirsi con eleganza e di acconciarsi. Lui ha un debole per le donne.
- Yuuma Oozora (大空勇馬?, Ōzora Yūma)/Change Pegasus (チェンジペガサス?, Chenji Pegasasu) - È un ragazzo molto scherzoso ma lui è sempre serio quando è in battaglia. Lui è il pagliaccio della squadra.
- Sayaka Nagisa (渚さやか?, Nagisa Sayaka)/Change Mermaid (チェンジマーメイド?, Chenji Māmeido) - È una ragazza inventrice. Una delle sue invenzioni è la Cintura Antigravità.
- Mai Tsubasa (翼麻衣?, Tsubasa Mai)/Change Phoenix (チェンジフェニックス?, Chenji Fenikkusu) - È una ragazza maschiaccio e la piace andare su moto.

#### Arsenale
- Change Brace (チェンジブレス?, Chenji Buresu): - È il dispositivo di trasformazione dei Changeman. La frase di trasformazione è "Let's Change!" (レッツチェンジ!?, Rettsu Chenji!) (Trasformiamoci!).
- Change Sword (チェンジソード?, Chenji Sōdo): Arma che anche si trasforma in Change Shield e Change Gun.
- Power Bazooka (パワーバズーカ?, Pawā Bazūka): L'arma più potente di Changeman, il quale è il risultato dell'unione dei bazooka di Dragon, Dragon-Zooka (ドラゴンズーカ?, Doragon Zūka), di Griffin, Gryphon-Zooka (グリフォンズーカ?, Gurifon Zūka), di Pegasus, Pegasus-Zooka (ペガサスズーカ?, Pegasasu Zūka), di Mermaid, Mermaid-Zooka (マーメイドズーカ?, Māmeido Zūka) e di Phoenix, Phoenix-Zooka (フェニックスズーカ?, Fenikkusu Zūka).

#### Attacchi individuali ed a schiera
- Dragon Attacco
- Dragon Calcio
- Dragon Tuono
- Griffin Attacco
- Griffin Galassia di Magma
- Pegasus Attacco
- Pegasus Fulmine Scintillante
- Mermaid Attacco
- Mermaid Grande Onda
- Mermaid Onda Tifone
- Phoenix Attacco
- Phoenix Fuoco
- Phoenix Bombardamento di Fuoco
- Tiro Potente (パーワーシュート?, Pāwā Shūto)
- Lampo Accecante (電撃フラッシュ?, Dengeki Furasshu)
- Luminoso Fulmine della Vittoria (電撃ビクトリービーム?, Dengeki Bikutorī Bīmu)
- Uragano Incrociato (クロスハリケーン?, Kurosu Harikēn)
- Penta Formazione (ペンタフォーメイション?, Penta Fōmeishon)
- Pistola (Spada) Uragano Doppia (ダブルハリケーンソード?, Daburu Harikēn Sōdo)
- Pistola (Spada) Doppia Tiro Aurora (ダブルソードオーロラシューティング?, Daburu Sōdo Ōrora Shūtingu)

#### Veicoli
- Auto Changers (オートチェンジャー?, Ōto Chenjā)
- Change Cruiser (チェンジクルーザー?, Chenji Kurūzā)
- Jet Skis (ジェットスキー?, Jetto Sukī)

#### Mecha
- Base Shuttle (シャトルベース?, Shatoru Bēsu)
- Change Robo (チェンジロボ?, Chenji Robo)

"Fusione! Conversione Terrestre!" (合体、アースコンバージョン!?, Gattai, Āsu Konbājon) Spada Luminosa (電撃剣?, Dengeki Ken)
Super Thunderbolt (スーパーサンダーボルト?, Sūpā Sandāboruto), 
Taglio Mulino a Vento (風車斬り?, Fūsha Giri), 
Restituzione della Rondine (燕返し?, Tsubame Kaeshi). 
Change Scudo (チェンジシールド?, Chenji Shīrudo), 
Change Robo Missili (チェンジロボミサイル?, Chenji Robo Misairu), 
Change Vulcani (チェンジバルカン?, Chenji Barukan), 
Change Robo Fulmine (チェンジロボフラッシュ?, Chenji Robo Furasshu)
- - Jet Changer I (ジェットチェンジャー1?, Jetto Chenjā 1)
  - Heli Changer II (ヘリチェンジャー2?, Heri Chenjā 2)
  - Land Changer III (ランドチェンジャー3?, Rando Chenjā 3)

### Alleati
- Comandante Ibuki (伊吹長官?, Ibuki-chōkan) - Il capo dell'esercito della Forza per la Difesa della Terra.
- Nana (ナナ?, Nana) - una ragazza aliena che venne dal pianeta Rigeru e possiede poteri paranormali.
- Soldier Group (戦士団?, Senshi Dan) - Una truppa che di quando in quando aiuta i Changemen.

### Nemici

#### Grande Lega Stellare Gozma
Grande Lega Stellare Gozma (大星団ゴズマ?, Daiseidan Gozuma)
- Re delle Stelle Bazoo (星王バズー?, Seiō Bazū):
- Generale Giluke (ギルーク司令?, Girūku Shirei):
- Assistente Buba (副官ブーバ?, Fukukan Būba):
- Assistente Shima (副官シーマ?, Fukukan Shîma):
- Regina Ahames (女王アハメス?, Jō Ahamesu):
- Soldati Hidrer (ヒドラー兵?, Hidorā Hei):
- Navigatore Gator (航海士ゲーター?, Kōkaishi Gētā):
- Gyodai (ギョダーイ?, Gyodāi):

#### Guerrieri Mostri Spaziali
I Guerrieri Mostri Spaziali (宇宙獣士?, Uchū Jūshi) sono mostri alieni che sono stati catturati o trasformati da Gozma.
- Gabù (ガブー?, Gabū, 1):
- Gom (ゴーム?, Gōmu, 2)
- Zobi (ゾビー?, Zobī, 3)
- Wuba (ウーバ?, Ūba, 4)
- Picara (ピカラ?, Pikara, 5)
- Marzo (マーゾ?, Māzo, 6)
- Demos (デモス?, Demosu, 7)
- Dochiura (di Dracula) (ドキュラ?, Dokyura, 8)
- Ozz (オーズ?, Ōzu, 9)
- Haust (ハウスト?, Hausuto, 10)
- Ghost/Fantasma (ゴースト?, Gōsuto, 11)
- Bamba (バンバ?, Banba, 12)
- Ballas (バラス?, Barasu, 13, 14)
- Logan (ロガン?, Rogan, 15)
- Gauber (ガウバー?, Gaubā, 16)
- Ghiruba (ギルバ?, Giruba, 17, 18)
- Gig (ジーグ?, Jīgu, 19)
- Seala (シーラ?, Shira, 20)
- Volta (ボルタ?, Boruta, 21)
- Miralca (ミラルカ?, Miraruka, 22)
- Zella (ゼーラ?, Zēra, 23)
- Kiga (キーガ?, Kīga, 24)
- Zonos (ゾノス?, Zonosu, 25)
- Hogul (ホーグル?, Hōguru, 26)
- Ghirom (ギロム?, Giromu, 27)
- Pain/Dolore (ペイン?, Pein, 28)
- Ghigara (ギガラ?, Gigara, 29)
- Delical (デリカル?, Derikaru, 30)
- Zoll Bass (ゾルバス?, Zorubasu, 31)
- Dabun (ダブン?, Dabun, 32, 33, 34)
- Gerer (ジェラー?, Jerā, 32, 33, 34, 35)
- Ghizan (ギザン?, Gizan, 32, 33, 34, 35, 36)
- Baruruca (バルルカ?, Baruruka, 37)
- Dolon (ドロン?, Doron, 38)
- Damus (ダムス?, Damusu, 39)
- Zolte (ゾルテ?, Zorute, 40)
- Bolla (ボーラ?, Bōra, 41)
- Shadow/Ombra (カーゲ?, Kāge, 42)
- Goda (ゴーダ?, Gōda, 43)
- Zados (ザドス?, Zadosu, 44)
- Daros (ダロス?, Darosu, 45)
- Galga (ガルガ?, Garuga, 46)
- Gigura (ジグラ?, Jigura, 47)
- Bubuca (ブブカ?, Bubuka, 48)
- Jeal (ジール?, Jīru, 48)
- Ghigara (ギガラ?, Gigara, 48)
- Zune (ズーネ?, Zūne, 49)
- Gian (ジャン?, Jan, 50)
- Gheran (ゲラン?, Geran, 51)
- Daryl (ダリル?, Dariru, 52)
- Maze/Labirinto (メーズ?, Mēzu, 53)
- Giras (ギラス?, Girasu, 54)
- Camilla (カミラ?, Kamira, 1st Movie)
- Dodon (ドドン?, Dodon, 2nd Movie)

## Lista degli Episodi
1. Apparizione! Il Potere Segreto! (出現！秘密の力！?, Shutsugen! Himitsu no Chikara!)
2. La Furia del Re delle Stelle Bazoo (星王バズーの怒り?, Seiō Bazū no Ikari)
3. Correte! Truppa dei Soldati (スクラム! 戦士団?, Sukuramu! Senshi Dan)
4. Un Bacio dopo la Battaglia (キスは戦いの後で?, Kisu wa Tatakai no Ato de)
5. L'Ordine d'Arresto per Pegasus (ペガサス逮捕指令?, Pegasasu Taiho Shirei)
6. I Bersagli sono le Studentesse (狙われた女子高生?, Nerawareta Joshikōsei)
7. Il Triste Guerriero Spaziale! (悲しき宇宙戦士!?, Kanashiki Uchū Senshi!)
8. La Ragazza è una Vampira (お嬢さんは吸血鬼?, Ojōsan wa Kyūketsuki)
9. Brilla! Miracolosa Palla Mortale (輝け! 必殺の魔球?, Kagayake! Hissatsu no Makyū)
10. L'Esercito Pauroso delle Macchine senza Autiste (恐怖の無人車軍団?, Kyōfu no Mujin Kuruma Gundan)
11. S.O.S. Koko e Kiki (SOSココとキキ?, Esu Ō Esu Koko to Kiki)
12. Mamma mia è Mermaid (ママはマーメイド?, Mama wa Māmeido)
13. Papà mio vende la Terra (地球を売るパパ?, Chikyū o Uru Papa)
14. Attacco! Lucertole Giganti (攻撃！巨大トカゲ?, Kōgeki! Kyodai Tokage)
15. Mai, la Motociclista Spericolata (暴走ライダー麻衣?, Bōsō Raidā Mai)
16. La Ragazza che ha le ali! (翼を持った少女！?, Tsubasa o Motta Shōjo!)
17. La Misteriosa Nave Fantasma di Nagasaki (長崎の謎の幽霊船?, Nagasaki no Nazo no Yūreisen)
18. La Sfida d'Ahames! (アハメスの挑戦！?, Ahamesu no Chōsen!)
19. Scommettete su Sayaka! (さやかに賭けろ！?, Sayaka ni Kakero!)
20. Grande Contrattacco! Giluke (大逆襲！ギルーク?, Dai Gyakushū! Girūku)
21. La Grande Stella di Gozma (ゴズマの大スター?, Gozuma no Dai Sutā)
22. La Guerriera ch'è Stata Scomparsa nello Specchio (鏡に消えた戦士?, Kagami ni Kieta Senshi)
23. Il Bambino chi va a Delfino (イルカに乗る少年?, Iruka ni Noru Shōnen)
24. La Fuga di Gyodai (ギョダーイの家出?, Gyodāi no Iede)
25. Canta! Con una Bella Voce (歌え！大きな声で?, Utae! Ōki na Koe de)
26. Il Primo Amore di Mai nell'Età di 20 Anni (麻衣20歳の初恋?, Mai Hatachi no Hatsukoi)
27. Il Sogno della Famiglia Gator (ゲーター親子の夢?, Gētā Oyako no Yume)
28. Le Matite Maledette (呪われたクレヨン?, Norowareta Kureyon)
29. Protect the Flower! Phantom Butterfly (花を守れ！幻の蝶?, Hana o Mamore! Maboroshi no Chō)
30. Run! Pegasus! (走れ！ペガサス！?, Hashire! Pegasasu!)
31. Reveal It! The Mystery of Bazoo (暴け！バズーの謎?, Abake! Bazū no Nazo)
32. Nana! Dangerous Reunion (ナナ！危険な再会?, Nana! Kiken na Saikai)
33. The End of Giluke!? (ギルークの最期！？?, Girūku no Saigo!?)
34. Ahames, the Terrible (恐ろしきアハメス?, Osoroshiki Ahamesu)
35. Earth!! Help Us! (地球よ！助けて！?, Chikyū yo! Tasukete!)
36. Behold! Our Power (見たか！俺達の力?, Mita ka! Oretachi no Chikara)
37. Missing Dragon (消えたドラゴン！?, Kieta Doragon!)
38. Ghost Baseball (幽霊ベースボール?, Yūrei Bēsubōru)
39. Dreadful Hide-and-Seek (恐怖のかくれんぼ?, Kyōfu no Kakurenbo)
40. Strange Candy (おかしなお菓子?, Okashi na Okashi)
41. The Missing Prince of the Stars! (消えた星の王子！?, Kieta Hoshi no Ōjisama!)
42. The Sailor-Suited Nana (セーラー服のナナ?, Sērāfuku no Nana)
43. Super Giluke (スーパーギルーク?, Sūpā Girūku)
44. Leave it to Mai! (麻衣におまかせ！?, Mai ni O-makase!)
45. The Rainbow-Colored Girl Ira (虹色の少女アイラ?, Nijiiro no Shōjo Aira)
46. Beautiful Shiima! (美しきシーマ！?, Utsukushiki Shīma)
47. Gator's Tears of Parent and Child (ゲーター親子の涙?, Gētā Oyako no Namida)
48. The Pirate Booba's Storm of Love (海賊ブーバ愛の嵐?, Kaizoku Būba Ai no Arashi)
49. The Sad Shiima Beast Soldier (哀しきシーマ獣士?, Kanashiki Shīma Jūshi)
50. The Day Gozma Trembled (ゴズマが震えた日?, Gozuma ga Furueta Hi)
51. Nana!! Tell Him! (ナナよ！伝えて！?, Nana yo! Tsutaete!)
52. Booba Dies on Earth (ブーバ地球に死す?, Būba Chikyū ni Shisu)
53. Fiery Ahames! (炎のアハメス！?, Honō no Ahamesu!)
54. Giluke Grand Explosion! (ギルーク大爆発！?, Girūku Dai Bakuhatsu!)
55. Farewell, Friends of Space! (さらば宇宙の友よ?, Saraba Uchū no Tomo yo)

## Cast
- Narratore: Nobuo Tanaka
- Hiryuu Tsurugi/Change Dragon: Haruki Hamada
- Shou Hayate/Change Griffin: Kazuoki Takahashi
- Yuuma Ozora/Change Pegasus: Shirô Izumi (Burai/Dragon Ranger in Zyuranger)
- Sayaka Nagisa/Change Mermaid: Hiroko Nishimoto
- Fake Sayaka Nagisa: Hiroko Nishimoto
- Miralca: Hiroko Nishimoto (voce nell'episodio 22)
- La Madre d'Icaro: Hiroko Nishimoto (episodio 41)
- Mai Tsubasa/Change Phoenix: Mai Ooishi
- Comandante Ibuki/Yui Ibuki: Jun Fujimaki
- Saga: Tsutomu Kitagawa (episodio 19)
- Nana: Tokie Shibata
  - Nana giovane: Miyako Hayakawa
- Matrigna di Nana: Yuriko Hishimi
- Sakura: Keiko Mari
- Generale Giluke/Super Giluke: Shohei Yamamoto
- Regina Ahames; Voice of Maze: Fukumi Kuroda
- Buba: Yoshinori Okamoto
- Shima: Kana Fujieda
  - Shima: Michiro Iida (voce maschile)
- Star King Bazoo: Kazuto Kuwabara
  - Star King Bazoo: Seizo Kato (voice)
- Gyodai: Hideaki Kusaka
  - Gyodai: Takeshi Watabe (voice)
- Gator: Minoru Watanabe
  - Gator: Hiroshi Masuoka (voice)
- Zoorii: Makoto Kousaka (voice)
- Waraji: Kazuhiko Ohara